# Лепезасте шкољке
{{Taxobox
| name = Лепезасте шкољке
| image = Pinna noblis shell & byssus.JPG
| image_caption = 
| regnum = 
| phylum = 
| classis = 
| ordo = 
| familia = 
| familia_authority = Leach, 1819
| subdivision_ranks = Родови
| subdivision = * -{Pinna

- Atrina
- Streptopinna}-

}}
Лепезасте шкољке (Pinnidae) су породица шкољки.

## Карактеристике
Љуштура им је дугачка и клинастог облика, а усађују се у песак у усправном положају. Стопало им је редуковано, прстолико, а и предњи мишић је слабо развијен.